# Вітольд Банька
Вітольд Банька (пол. Witold Bańka; нар. 3 жовтня 1984, Тихи, ПНР) — польський легкоатлет, спортивний функціонер, політик та громадський діяч, міністр спорту Польщі (2015—2019), член виконавчого комітету та президент (з 2020 року) Всесвітнього антидопінгового агентства (WADA).

## Життєпис
Випускник факультету соціальних наук Сілезького університету в Катовицях, де вивчав політичні науки.
Під час навчання займався легкою атлетикою у тренерів Яна Дери та Юзефа Лісовського. У 2008 році отримав Нагороду Президента міста Тихи в галузі культури та спорту. У 2009 році був делегатом звітного та виборчого конгресу Польської асоціації легкої атлетики, представляючи Сілезьку асоціацію легкої атлетики.
У 2012 році офіційно завершив спортивну кар'єру, після чого розпочав діяльність у сфері зв'язків з громадськістю. Став співвласником порталу MagazynGospodarczy.pl.
16 листопада 2015 року призначений міністром спорту та туризму в уряді Беати Шидло. У квітні 2016 року став членом партії «Право і справедливість». У травні 2017 року номінований членом Виконавчого комітету Всесвітнього антидопінгового агентства (WADA) як представник 47 країн-членів Ради Європи. Його кандидатуру одностайно схвалили всі країни, представлені в Європейському спеціальному комітеті з питань ВАДА (CAHAMA).
11 грудня 2017 року обійняв посаду міністра у новоствореному уряді Матеуша Моравецького. Як міністр ініціював створення Польського антидопінгового агентства (POLADA), запуск урядових програм «Klub» та «team100», а також відновлення програми «Szkolny Klub Sportowy».
У 2018 році став кандидатом у президенти Всесвітнього антидопінгового агентства (WADA). 14 травня 2019 року обраний на цю посаду (з терміном повноважень з 1 січня 2020 року). 7 листопада його обрання було офіційно затверджено, 15 листопада того ж року пішов у відставку з посади міністра. Як президент ВАДА припинив членство в партії «Право і справедливість».
Є амбасадором Сілезького воєводства та Сілезького стадіону.

## Спортивні досягнення
- Чемпіонат світу з легкої атлетики 2007 (Осака): бронзова медаль в естафеті 4×400 м[25] (кваліфікаційний раунд[26]);
- Молодіжний чемпіонат Європи з легкої атлетики 2005 (Ерфурт): золота медаль в естафеті 4×400 м (час 3:04,41)[27];
- Літня Універсіада 2007 (Бангкок): золота медаль в естафеті 4×400 м (час 3:02,05)[28];
- Літня Універсіада 2009 (Белград): срібна медаль в естафеті 4×400 м (час 3:05,69)[29].

Дворазовий срібний призер молодіжних чемпіонатів Польщі (2005 та 2006).

### Особисті рекорди у бігу на 400м за роками
| Рік       | 2001  | 2002  | 2003  | 2004  | 2005  | 2006  | 2007  | 2008  | 2009  | 2010  | 2012  |
| Час (сек) | 50,50 | 48,97 | 47,88 | 47,78 | 46,84 | 46,27 | 46,11 | 47,30 | 46,72 | 46,85 | 48,11 |